# Rebäsejärv
Rebäsejärv (est. Rebäsejärv) – jezioro w Estonii, w prowincji Valgamaa, w gminie Karula. Położone jest na południe od wsi Rebasemõisa. Ma powierzchnię 4,1 ha linię brzegową o długości 1022 m, długość 340 m i szerokość 220 m. Sąsiaduje z jeziorami Ojajärv, Köstrijärv, Viitka, Papijärv, Õdri. Położone jest na terenie Parku Narodowego Karula.